# Péninsule de Pakri
La péninsule de Pakri, en estonien Pakri poolsaar, est une péninsule d'Estonie située sur la côte du golfe de Finlande, à l'ouest de Tallinn. La ville de Paldiski, extrémité ouest de la route 8 et point de départ de ferries, se trouve sur sa côte occidentale.

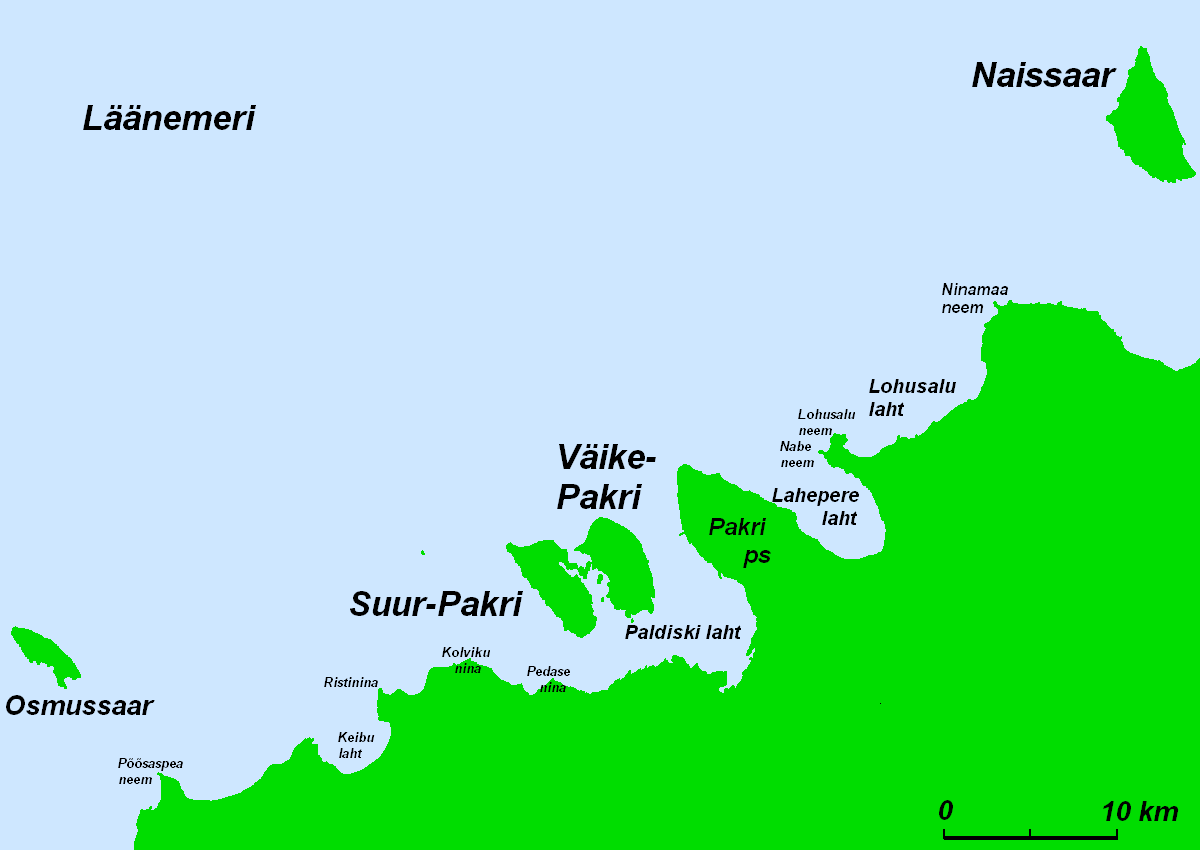
Carte d'une partie de la côte septentrionale de l'Estonie avec la péninsule de Pakri (légendée Pakri ps).

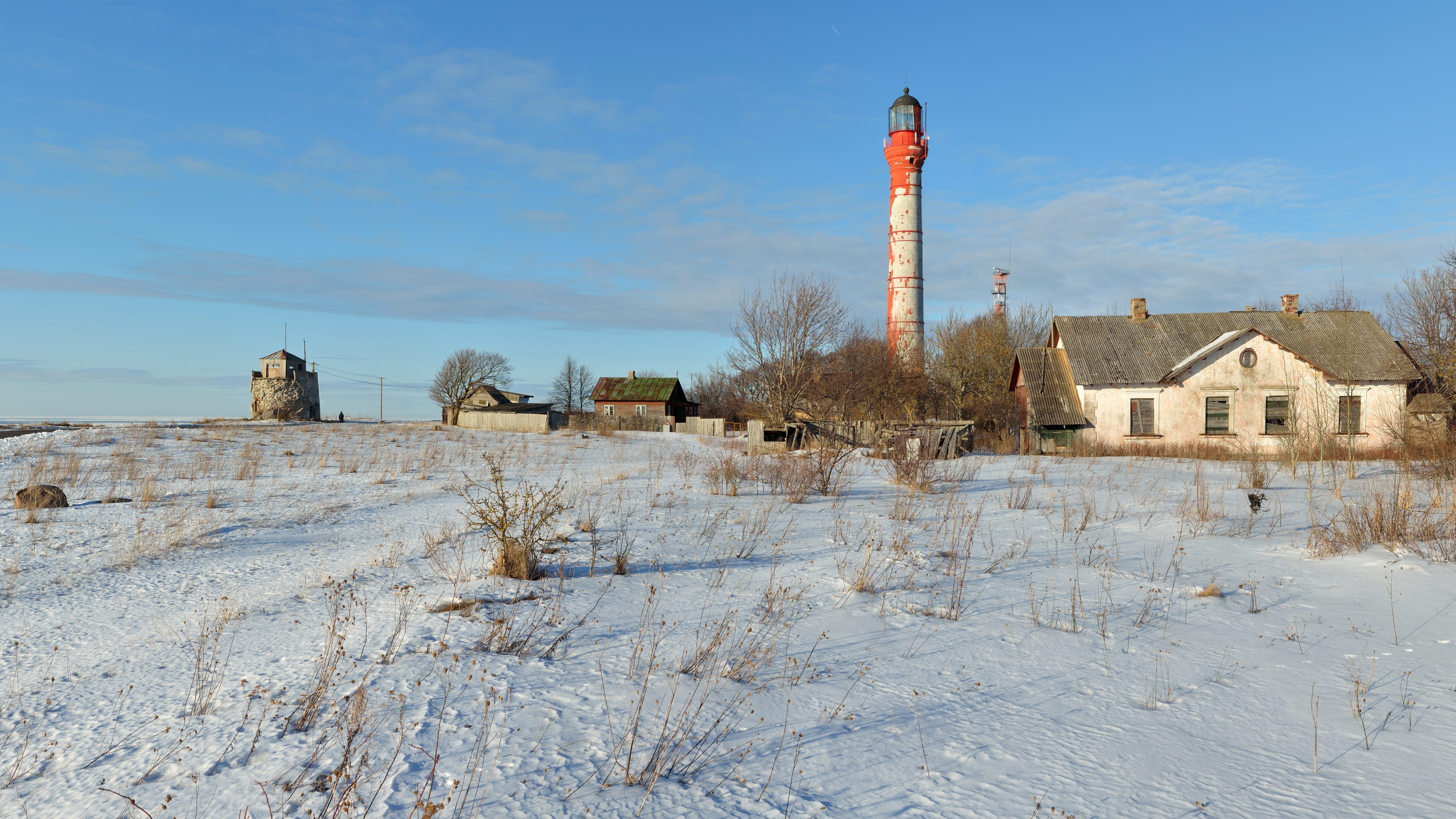
Le phare sur la péninsule de Pakri en 2013.